# Los cuarenta y nueve mártires de Escete

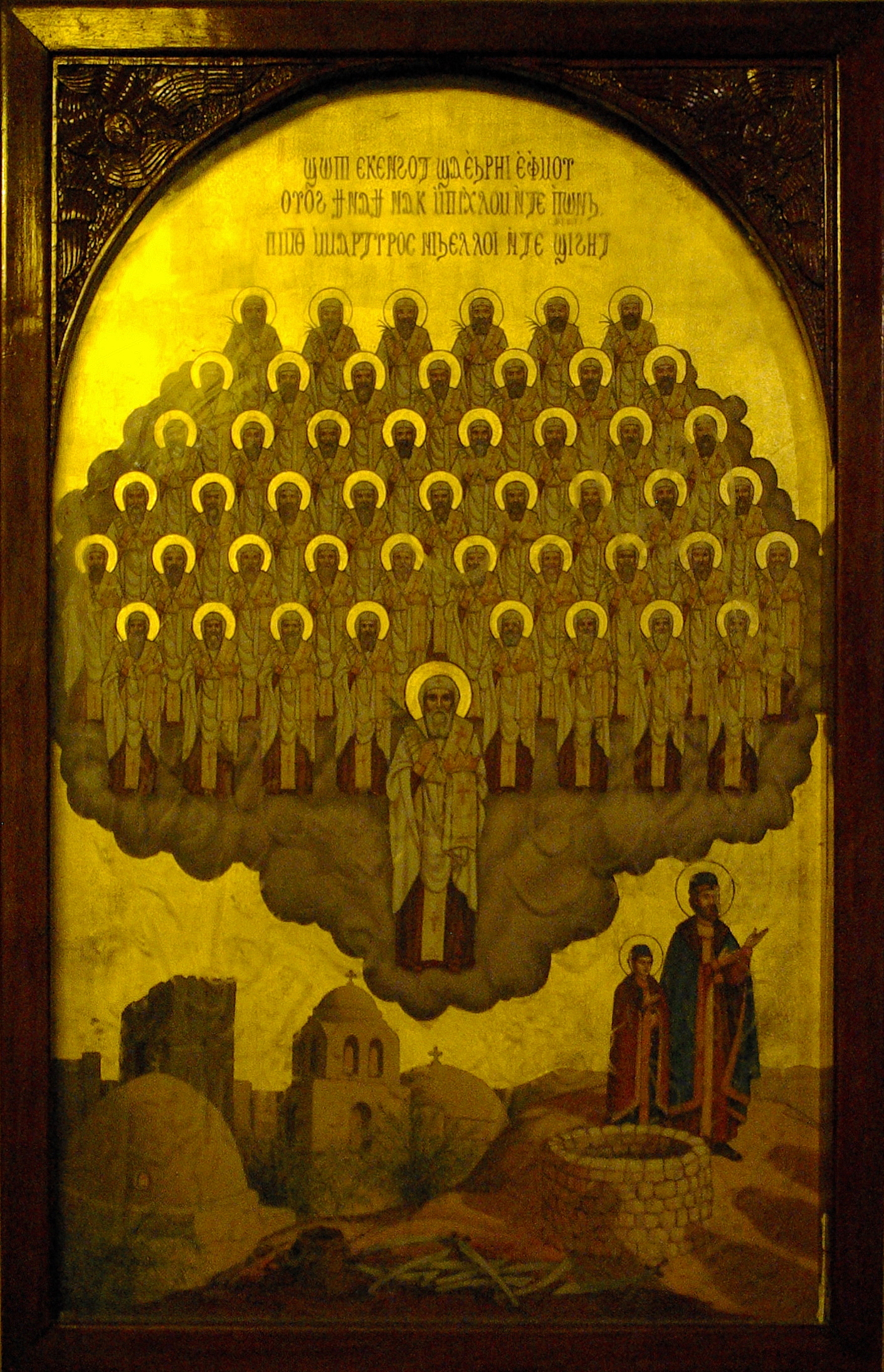
Monasterio de San Macario el Grande, Wadi Natrun

Los cuarenta y nueve mártires de Escete fueron unos monjes cristianos de los monasterios de Escete, en la provincia romana de Egipto, que fueron masacrados por los bereberes durante un ataque en el año 444. Dos laicos fueron martirizados junto con ellos. Sus reliquias se encuentran en el Monasterio de San Macario el Grande. Son venerados por la Iglesia copta ortodoxa, pero no por la Iglesia ortodoxa ni por la Iglesia católica.

## El ataque
El ataque bereber tuvo lugar durante un período de graves desórdenes en Egipto. Arsenio el Grande se vio obligado a huir a Canopo en esa época debido a las incursiones de los bereberes mazices, mientras que Nestorio fue liberado de su encarcelamiento durante un ataque de los blemios al oasis de Jariyá. El ataque sobre Escete tuvo lugar, también, en medio de una disputa entre los monjes y el Emperador Teodosio II en relación con el deseo de este último de concebir un heredero varón. Más de tres años antes, el emperador había escrito a los monjes pidiéndoles sus oraciones, pero el monje Isidhurus escribió al emperador diciéndole que Dios le negaba un hijo por sus creencias heréticas (diofisismo). Según el Cronicón pascual, en el año 444 el emperador repudió a su esposa, Elia Eudocia. Según las crónicas de los Cuarenta y Nueve Mártires, algunos asesores y su hermana Pulqueria le habían presionado para que se divorciara y se volviera a casar. Tras esto, envió una segunda carta a los monjes de Escete mediante el mensajero imperial Artemios.
El ataque bereber cayó sobre Escete mientras Artemios se encontraba allí con su hijo Dios. Aunque Isidhurus había muerto, los monjes pusieron la carta del emperador sobre su tumba e interpretaron que se producía una respuesta negativa a la nueva petición. Los monjes escribieron una carta de respuesta para el emperador y justo cuando Artemios y Dios comenzaban su viaje de regreso, se produjo el ataque. Al parecer, el higúmeno Juan, jefe de los monasterios, se negó a refugiarse en la Torre de Piamun e invitó a los hermanos a compartir su destino. Él y otros 48 monjes fueron asesinados. El resto se refugió en la torre. Artemios y Dios también fueron asesinados después de que Dios viera a los monjes recibir la palma del martirio y convenciera a su padre para volver y compartir su destino.
La crónica de los Cuarenta y Nueve contiene la referencia más antigua a la Torre de Piamun en Escete. Se cree que la torre fue construida en respuesta a los ataques de 407 y 434. Esto permitió la vuelta a la normalidad en Escete inmediatamente después de que los atacantes se hubieran retirado, dado que evitó la dispersión de los monjes, a diferencia de lo ocurrido en ataques anteriores.

## Veneración
De acuerdo con una biografía tardía de san Bishoi en árabe, los atacantes se detuvieron en un pozo cercano al monasterio de San Bishoi para limpiar sus espadas, convirtiéndola a partir de entonces en un milagroso manantial de aguas curativas. Los mártires fueron enterrados por sus hermanos sobrevivientes en una cueva cerca de la torre. Empezaron a producirse numerosos milagros en su tumba, por lo que el emperador Teodosio, impresionado, ordernó constriuir un martyrium en su honor en Constantinopla. Fue la fama de su santidad lo que, supuestamente, llevó a Hilaria, hija del emperador Zenón, a hacerse monja de Escete.
En el año 538, el Patriarca Teodosio I de Alejandría trasladó sus reliquias a otra cueva y construyó una capilla sobre ellas. Tras la conquista musulmana de Egipto en el 642, el Patriarca Benjamín I de Alejandría visitó su santuario y fijó su festividad el día 5 del mes de meshir en el calendario copto. Las reliquias tuvieron que ser trasladadas, una primera vez, cuando la capilla entró en estado ruinoso y, finalmente, en 1773, cuando un rico mecenas llamado Ibrahim al-Jawhari construyó para ellas una nueva iglesia en el Monasterio de San Macario el Grande, donde se siguen conservando en la actualidad. En el siglo X,  Moisés de Nisibis construyó una capilla dedicada los mártires en el Monasterio de Santa María Deipara.
Dentro del sinasario copto-árabe, los mártires son conmemorados el día 26 del mes de tobi (correspondiente al 21 de enero en el calendario juliano). En la liturgia son mencionados como "los cuarenta y nueve mártires, los ancianos de Shiheet". La principal fuente de información sobre el martirio de los Cuarenta y Nueve son las referencias a ellos en el propio Sinasario. También hay una breve noticia del entierro de los mártires y de sus acciones después de muertos en la Depositio XLIX martyrum (Entierro de los Cuarenta y Nueve Mártires), escrita encopto .

## Historicidad
La historicidad de la masacre es probable. Los relatos contienen detalles circunstanciales que, cuando pueden comprobarse, aparecen corroborados por otras fuentes. Las incursiones bereberes no eran infrecuente en el desierto occidental de Egipto a mediados del siglo V. La primera petición de Teodosio a los monjes de Escete también se menciona en la Historia de Juan de Nikiû (siglo VII), aunque no menciona ni la segunda petición ni el ataque. Esta segunda petición, pero no la primera, sí se menciona en la biografía de Dióscoro I de Alejandría redactada por Teopistos (siglo VI). En ella se menciona al fallecido Isidhurus, al higúmeno Juan y al mensajero Artemios y a su hijo, pero no se dice nada del ataque ni de la masacre. Es probable que la petición de Teodosio a los monjes y la masacre fueran eventos distintos, separados en el tiempo, que acabaron refundidos en la tradición hagiográfica.